# Lampetis comottoi
Lampetis comottoi es una especie de escarabajo del género Lampetis, familia Buprestidae. Fue descrita científicamente por Lansberge en 1885.